# Дактарасы
«Дактарасы» (лит. Daktarai, буквально «Доктора») — организованная преступная группировка Литовской Республики, орудовавшая в стране с конца 1980-х годов. Лидером группировки был криминальный авторитет Хенрикас Дактарас. Одна из наиболее опасных ОПГ в истории Литвы. Штабом банды служил ресторан «Вилия» (лит. Vilija), открытый в 1992 году в Вилиямполе: после разгрома банды помещения переоборудовали в магазин, а в 2018 году снесли здание окончательно.
Всего по делу банды было насчитано около 200 эпизодов, в том числе более 30 убийств (расправы над конкурентами или предателями), принуждение полиции к соучастию в контрабанде и других преступлениях, в том числе и уничтожении улик по уголовным делам. 

## Образование
Банда Хенрикаса Дактараса появилась в 1978 году: она занималась угоном автомобилей, рэкетом и грабежами. Рост влияния группировки начался в 1986 году во время Перестройки. Численность банды достигала 60 человек, среди её членов упоминались:
- Видмантас «Гузас» Гудзинскас[1]
- Эгидиюс «Гога» Абарюс[1][5]
- Дейвидас «Монгол» Ганусаускас[1][6]
- Римантас «Монгол» Ганусаускас[7]
- Роландас «Джемпис» Завецкас[1]
- Рамунас «Морда» Станионис[1]
- Ромас «Замас» Замольскис[лит.][8][9]
- Вайдас Ванцявичюс[5]
- Альгирдас «Кукас» Жемайтис[10]
- Владимир «Турист» Сенецкий[6]

## Деятельность банды
В 1991 году «Дактарасы» обложили данью местных предпринимателей Каунаса и подчинил себе почти всё бандитское подполье города от Вилиямполе, откуда сам был родом, до Жалякальниса и Шанчяя. В дальнейшем их деятельность развернулась на всю Литву и вышла за её пределы: члены банды объявлялись в Германии, Франции и Бельгии. На первых порах они угоняли автомашины, требуя крупный выкуп. За рубежом его банда предприняла попытку легализоваться в бельгийских городах Эрстале и Льеже, получая прибыль от перегона и продажи автомобилей, но после возбуждения уголовных дел в Бельгии её члены разъехались по городам Вейнегем, Тюрнхаут и Антверпен. Считается, что в Шарлеруа и Намюре Дактарасом были созданы несколько мастерских по перекраске и украшению автомобилей.
По оперативным данным, «Дактарасы» организовали первые нелегальные аукционы после начала «чековой приватизации» в Литве и продавали приватизируемые объекты. В первые годы независимости Литвы Дактарас взял также под контроль торговлю контрабандным спиртом и алкоголем: полиция Каунаса однажды конфисковала партию спирта, но часть её бандиты со склада всё-таки вывезли, а затем президента Литвы Альгирдаса Бразаускаса лично попросили от имени учредителя Banka Baltija Эдуарда Гинзбурга и фирмы Lavent b.v. освободить весь груз. Считается, что к истории был причастен не только Дактарас, но и президент концерна «Агора» Сигитас Чяпас, занимавшийся импортом алкогольных напитков.
Банда Дактараса причастна к убийству ряда конкурентов и бывших соратников — жертвами банды стали в своё время Владимирас «Турист» Сенецкис, Робертас «Карабасас» Борхерт, бывший член банды Дейвидас «Монгол» Ганусаускас, Арвидас «Мочалка» Мучинскас и ещё многие другие. После того, как 12 июля 1995 года по приговору суда был расстрелян Борис Деканидзе, лидер Вильнюсской бригады, которого обвиняли в убийстве журналиста Витаса Лингиса, банда Дактараса осталась единственной серьёзной преступной группировкой в стране.
7 октября 1993 года в ресторан «Вилия» ворвались неизвестные люди в масках, которые открыли огонь из автоматов Калашникова по окружению Дактараса, разыскивая самого лидера банды, и даже взорвали гранату. В результате были убиты пятеро членов банды Дактараса — Ромуальдас Варанавичюс, Ремигиюс Визгирдас, Андрюс Янулявичюс, Пятрас Бульвидас и Витаутас Казакявичюс, а сам Дактарас чудом уцелел, выйдя перед приходом незваных гостей в другое помещение. Через два года в Чикаго был пойман лидер некоей преступной группировки 28-летний Римантас «Залага» Залагайтис, чью банду обвиняли в угоне и переправке в Европу дорогих автомобилей; Дактарас обвинял именно его в организации того покушения и предлагал 100 тысяч долларов за ликвидацию Залагайтиса. По другой версии, покушение заказал бывший член банды Дактараса по имени Дейвидас «Монгол» Ганусаускас. Позже при неизвестных обстоятельствах Ганусаускас бесследно исчез, что списали на деятельность Дактараса, пытавшегося отомстить за покушение. 21 марта 1994 года в Гамбурге был убит 31-летний предприниматель Гинтарас Плющаускас, чья фирма «P&P Ost-West Handels GmbH» занималась контрабандой металлов и алкоголя; вдова убитого, Йоринда Плющаускене, обвинила в убийстве Сигитаса Чяпаса, который задолжал Плющаускасу 11 миллионов немецких марок, но сам Чяпас отверг обвинения и предложил 100 тысяч долларов любому, кто предоставит информацию об убийцах.
3 февраля 1996 года Дактарас был арестован в Каунасе, 1 апреля ему предъявили обвинения в вымогательстве и давления на свидетеля преступления и потерпевшего (то есть рэкете). Считается, что его выдал некто Гузас. 5 августа 1996 года в Каунасе около 8 часов утра двое человек из банды Дактараса на автомобиле Volkswagen Golf остановились около дома 32-летнего предпринимателя Сигитаса Чяпаса, который вместе со своей женой, 31-летней владелицей салона красоты Иоланте Чяпене, и своим телохранителем и водителем Винцасом Варнасом собирались ехать в Вильнюс на BMW. Когда Чяпас закрывал ворота особняка, бандиты открыли огонь из автоматов АКМ: Варнас получил смертельное ранение и скончался на операционном столе днём, а Чяпас был расстрелян на месте из автоматов и получил ещё два контрольных выстрела. Чяпене выскочила из машины и чудом спаслась. По сообщениям литовской прокуратуры, Чяпаса убили люди Дактараса, против которого он собирался дать показания и призывал своих партнёров сделать то же самое. В феврале 1997 года Дактарас был осуждён на 6,5 лет лишения свободы за рэкет, но за примерное поведение был освобождён в 2001 году.

## Крах банды
Интерпол добился ареста нескольких рядовых членов банды «дактарасов», которые были депортированы в Литву и на допросах сознались в соучастии в ряде преступлений. Помощь оказали показания ряда преступных главарей: Лауринавичюса, Жилинскаса, Гудзинскаса и многих других. Под суд попали также Абарюс, Ганусаускас, Завецкас и Станионис. Многие из преступников были пойманы в Испании, где планировал в своё время осесть Дактарас и где его некоторое время разыскивал Интерпол, поскольку у него там было некое недвижимое имущество. Позже Дактарас второй раз сел в тюрьму, а затем сбежал из страны к концу 2008 года, будучи объявленным в международный розыск.
4 сентября 2009 года Дактарас был задержан в Болгарии (его сдал сообщник Виталиюс Латунас). Дактарасу и ещё 14 его пособникам предъявили обвинения в совершении более чем 20 преступлений, в том числе шести убийствах, вымогательстве имущества и хранении оружия. Дактарас себя виновным не признал. 17 июня 2013 года он был признан виновным в совершении восьми преступлений (в том числе двух убийств) и приговорён к пожизненному лишению свободы.

## Судьба остальных членов банды
- Эгидиюс Абарюс — 17 июня 2013 года приговорён к 20 годам лишения свободы[4].
- Ромас Замольскис — сбежал в Россию в 2002 году, не прекратив преступную деятельность[8]. В 2014 году пытался отказаться от литовского гражданства, чтобы избежать депортации[9]. По итогу был арестован в Екатеринбурге полицией РФ, и позже осуждён на 16 лет лишения свободы за преступления в России.
- Альгирдас Жемайтис — застрелен в марте 2009 года во время бытового конфликта Вальдемарасом «Лабанасом» Лабанаускасом (оправдан судом, действия квалифицированы как самооборона)[10].
- Римантас Ганусаускас — бесследно исчез 25 декабря 1993 года, в 1999 году был признан умершим[7]. По одной версии, 25 декабря 1993 года его убили Абарюс и Дакарас, заставив Римантаса выкопать себе могилу[7]. По другой версии, это сделал Замольскис[8].
- Дейвидас Ганусаускас — брат Римантаса Ганусаускаса, осуждён в 1997 году. Позже проходил на судебном процессе против Хенрикаса Дактараса как свидетель[6].
- Видмантас Гудзинскас — осуждён[1].
- Роландас Завецкас — осуждён[1].
- Рамунас Станионис — осуждён[1]..
- Вайдас Ванцявичюс — арестован. На допросе утверждал, что не платил деньги в «общак»[5]..